# Parantica philomela
Parantica philomela är en fjärilsart som beskrevs av Zinken-sommer 1831. Parantica philomela ingår i släktet Parantica och familjen praktfjärilar. Inga underarter finns listade i Catalogue of Life.